# Robert Sheehan
Robert Michael Sheehan (Portlaoise, 7 januari 1988) is een Ierse acteur. Hij is voornamelijk bekend door zijn rol als Nathan Young in de televisieserie Misfits. Ook speelt hij in  Cherrybomb, Love/Hate , The Umbrella Academy en The Mortal Instruments: City of Bones
Hij was genomineerd voor vier prijzen, waaronder de BAFTA TV Award voor beste acteur.

## Filmografie
| Film | Film                                   | Film                | Film                  |
| Jaar | Film/serie                             | Rol                 | Noot                  |
| ---- | -------------------------------------- | ------------------- | --------------------- |
| 2003 | An Cuainín                             | Duncan's son        |                       |
| 2003 | Song for a Raggy Boy                   | O'Reilly 58         |                       |
| 2003 | A Dublin Story                         | Clocker             |                       |
| 2006 | Ghostwood                              | Tim                 |                       |
| 2007 | An Créatúr                             | Conor Buckley       |                       |
| 2008 | Summer of the Flying Saucer            | Danny               |                       |
| 2008 | Lowland Fell                           | Mark                |                       |
| 2009 | Cherrybomb                             | Luke                |                       |
| 2010 | Sammy's Adventures: The Secret Passage | Ray (stem)          | Animatie              |
| 2010 | Acts of God                            | Dorian              |                       |
| 2011 | Season of the Witch                    | Kay von Wollenbarth |                       |
| 2011 | Demons Never Die                       | Archie              |                       |
| 2011 | Killing Bono                           | Ivan McCormick      |                       |
| 2011 | The Borrowers                          | Spiller             | BBC One-televisiefilm |
| 2012 | Romeo and Gertrude                     | Romeo               |                       |
| 2013 | The Mortal Instruments: City of Bones  | Simon Lewis         |                       |
| 2014 | The Road Within                        | Vincent             |                       |
| 2015 | Moonwalkers                            | Leon                |                       |
| 2018 | Mute                                   | Luba                |                       |
| 2018 | Mortal Engines                         | Tom Natsworthy      |                       |
| 2018 | Bad Samaritan                          | Sean Falco          |                       |

- Biblioteca Nacional de España: XX5887039
- Bibliothèque nationale de France: cb165530536 (data)
- Gemeinsame Normdatei: 1024752453
- International Standard Name Identifier: 0000 0001 2063 9678
- Library of Congress Control Number: no2011097499
- Nationale Bibliotheek van Tsjechië: xx0250326
- Nederlandse Thesaurus van Auteursnamen: 419352449
- Système universitaire de documentation: 157039544
- Virtual International Authority File: 171633986
- WorldCat: E39PBJgMCd6y4HgPmyMkHpYHG3